# 마리오 레미나
마리오 르네 쥐니오르 레미나(프랑스어: Mario René Junior Lemina, 1993년 9월 1일 ~ )는 현재 튀르키예 쉬페르리그의 클럽 갈라타사라이와 가봉 국가대표팀에서 수비형 미드필더로 활약하고 있는 가봉의 프로 축구 선수이다.
FC 로리앙에서 첫 프로 데뷔 무대를 가졌으며, 이후 올랭피크 드 마르세유를 거쳐 유벤투스로 임대생활을 하였으며, 뛰어난 실력을 바탕으로 2020년까지 5년 계약을 맺었다.

## 구단 경력

### 초기 경력
레미나는 7살 때 프랑스의 지역 클럽인 ES 낭테레에서 유소년 생활을 시작했고, 이후 스포츠를 공부하기 위해 루일말메종에 진학해 콜롬버스에서 마무리했다. 15살 때, 그는 로리앙 유소년 아카데미와 계약을 맺었고, 이후 2012-13 시즌에 1군으로 승격되었다.

### 마르세유
그 다음 시즌, 마르세유는 400만 유로에 레미나를 영입했는데, 처음에는 레미나가 2013-14 시즌에 8번의 리그 선발 출전에 어려움을 겪었다. 그는 2014-15 시즌에 마르셀로 비엘사 감독에게 더 자주 기용되기 시작했고, 그는 팀이 4위로 마감하는데 도움을 주었고, 리그에서 23번 출전했다. 2015년 2월, 레미나는 1-1로 비긴 렌과의 리그 1 원정 경기에서 올라 토이보넨의 사타구니에 펀치를 맞아 퇴장당했다.

### 유벤투스
2015년 여름, 레미나는 프리미어리그의 리버풀, 사우샘프턴, 웨스트햄 유나이티드를 포함한 여러 클럽들의 관심을 받기 시작했다. 그러나 이적 시장 마지막 날인 8월 31일, 유벤투스는 레미나를 50만 유로에 한 시즌 임대하고 2015-16 시즌 종료 후 950만 유로에 이적할 수 있는 옵션을 제시했다. 2015년 9월 26일, 그는 나폴리 원정에서 63분만에 유벤투스의 첫 골을 기록했다.
2016년 4월 29일, 그는 마르세유에서 950만 유로의 이적료에 100만 유로의 추가 이적료로 4년 계약을 체결하였다. 이 계약은 그를 2020년까지 유벤투스에 잔류시키기로 예정되어 있었다. 5월 21일, 레미나는 코파 이탈리아 결승전에 선발로 출전하였는데, 유벤투스가 AC 밀란을 연장전 끝에 1-0으로 꺾고 2시즌 연속 국내 더블을 달성하였다.

### 니스
2021년 7월 24일, 레미나는 미공개 이적료로 니스에 입단했다.

### 울버햄프턴 원더러스
2023년 1월 13일, 레미나는 울버햄프턴 원더러스와 2년 6개월 계약으로 비공개 이적료를 받고 입단했다. 그는 2023년 1월 14일, 웨스트햄과의 홈 프리미어리그 경기에서 교체 선수로 첫 경기를 치렀고, 울브스는 이 경기에서 1-0으로 이겼다.
레미나는 2023년 1월 22일 맨체스터 시티와의 경기에서 풀 울브스 데뷔 전을 치렀고, 2월 4일 홈 경기에서 풀 홈 데뷔 전을 치렀고, 개최국들이 리버풀을 3-0으로 완파하는 데 일조했다.
2월 11일 새로운 팀에서 레미나의 네 번째 경기에 출전했을 때, 그는 울브스의 프리미어리그 경기 전반전에 옐로 카드 두 장을 받았기 때문에 그의 전 클럽인 사우샘프턴으로 퇴장 당했다. 울브스는 10명의 남자들과 한 시간 이상 경기를 했음에도 불구하고 계속해서 2-1로 이겼다.

## 국가대표팀 경력
레미나는 가봉 국가대표팀에 의해 2015년 아프리카 네이션스컵에 참가하라는 부름을 받았지만, 그는 그의 소집을 거부했다. 비록 그는 처음에 프랑스의 20세 이하와 21세 이하 국가대표팀을 대표했고, 2013년 FIFA U-20 월드컵에서도 청소년 수준으로 우승했지만, 6월 2일에 공식적으로 가봉 축구 연맹으로 전환했고, 현재는 가봉 국가대표팀의 공식적인 멤버이다.
그는 2015년 10월 9일 튀니지와의 친선 경기에서 국가대표 데뷔 전 득점을 기록했다. 레미나는 홈그라운드에서 열린 2017년 아프리카 네이션스컵에 참가했다. 그는 1월 14일 가봉에서 열린 기니비사우와의 대회 첫 경기에서 선발로 출전했지만, 이후 허리 부상으로 인해 대회의 남은 경기에서 제외되었다.
2022년 1월 17일, 레미나는 가봉 국가대표팀 은퇴를 선언했다. 그는 2021년 아프리카 네이션스컵 대회 중간에 떠나면서 코로나19로 인한 심장 합병증으로 가봉에 의해 막 방출되었다.
2023년 6월 10일, 레미나는 자신의 인스타그램 계정에 대표팀과 함께 훈련하는 모습을 공유했다. 그는 이후 2023년 6월 18일 콩고 민주 공화국과의 2023 아프리카 네이션스컵 예선에 출전해 대표팀 복귀를 확정했다.

## 수상

### 구단
FC 로리앙
- 쿠프 드 프랑스 : 4강 (2012-13)

 올랭피크 드 마르세유
- 프랑스 리그앙 : 4위 (2014-15)

 유벤투스 FC
- 세리에 A : 우승 (2015–16, 2016–17)
- 코파 이탈리아 : 우승 (2015–16, 2016-17)
- UEFA 챔피언스리그 : 준우승 (2016-17)
- 이탈리아 슈퍼컵 : 준우승 (2016)

 사우샘프턴 FC
- 잉글랜드 FA컵 : 4강 (2017-18)

 OGC 니스
- 쿠프 드 프랑스 : 준우승 (2021-22)

### 국가대표팀
프랑스 U-20
- FIFA U-20 월드컵 : 우승 (2013)